# Échaudé

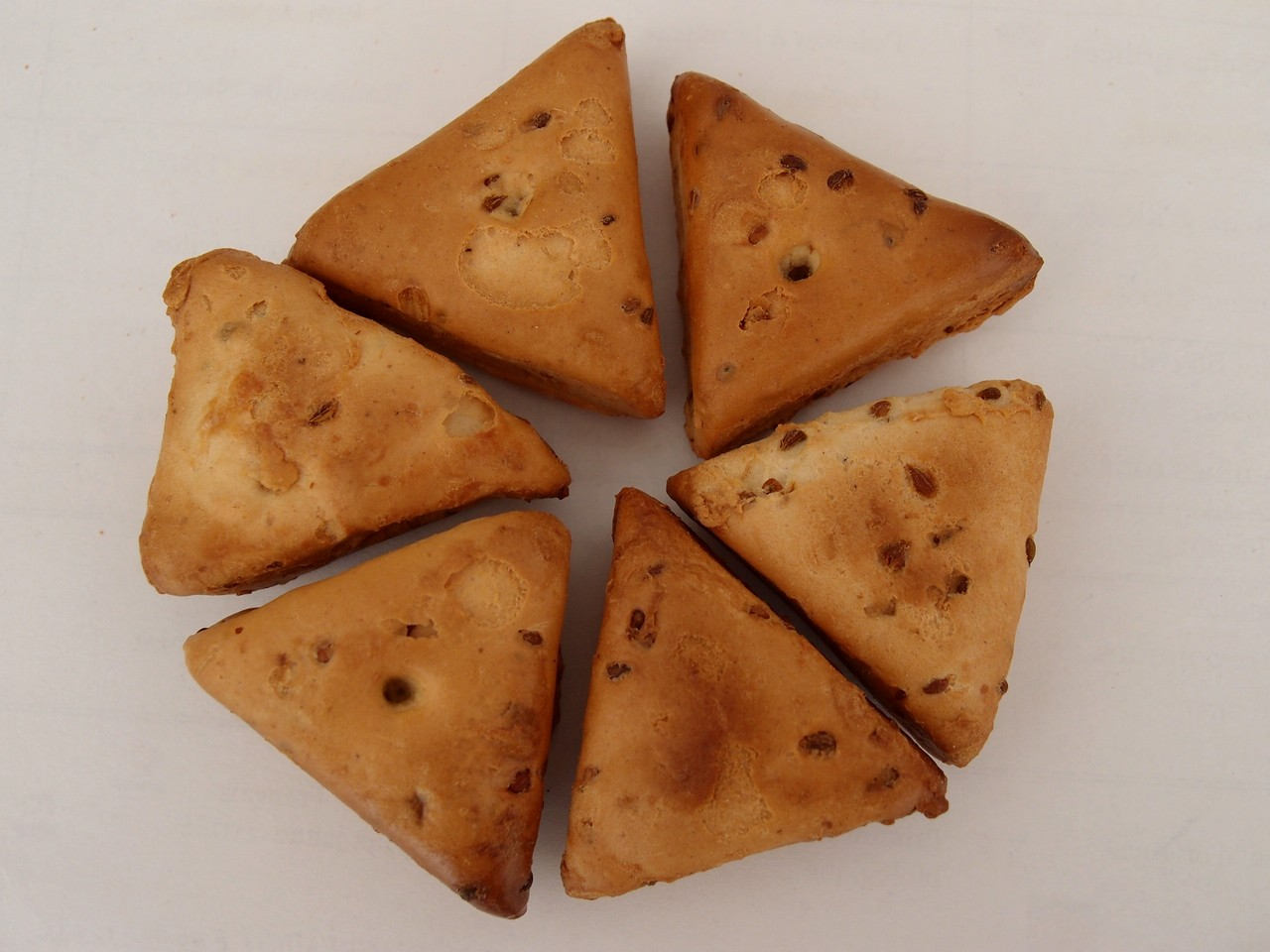
Échaudé triangulaire et à l'anis à Carmaux.

L’échaudé est une pâtisserie élaborée à la façon d'un biscuit très ferme, qui tire son nom de la première phase d'échaudage de sa pâte : un pochage dans l'eau chaude avant cuisson au four. Elle est très en vogue au Moyen Âge, où l'on retrouve des recettes et des formes sensiblement différentes selon les terroirs.
Le terme « échaudé » se retrouve aussi dans différentes dénominations commerciales locales (l'échaudé de Nice, de Rodez, de Riom…).

## Origine
Une charte de la cathédrale de Paris fait allusion aux échaudés en 1202, ces « panis qui discuntiur eschaudats » (« ces pains qu'on appelle échaudés »).

## Étymologie
Le nom « échaudé » vient du verbe latin excaldare, devenu eschalder, à la fin du XIe siècle : « échauder, passer à l'eau chaude » (Raschi, G. l., éd. A. Darmesteter et D. S. Blondheim, t. 1, p. 49); puis à la fin du XIIe siècle (Fierabras, 78 ds T.-L.); 1260 : eschaudé, subst. « petit gâteau » (E. Boileau, Le Livre des mestiers, p. 288, ibid.). 

### Les échaudés aveyronnais
Biscuit formant un anneau pour l'Aveyron, pâte élaborée à base de farine de céréales, d'eau, de sucre, d'œufs (facultatif), d'eau de fleur d'oranger, cuite deux fois, dont la particularité est qu’une des cuissons est obtenue par immersion dans l’eau bouillante (l'échaudage). Le biscuit obtenu est enrobé de sucre semoule. Cette pâtisserie de ménage ancienne est élaborée également dans les boulangeries rouergates, et de façon industrielle dans d'autres départements.

### Les échaudés tarnais
Biscuit triangulaire pour le Tarn, dont la ville de Carmaux s'est fait une spécialité commerciale. On peut aussi le trouver sous le nom de Petits Jeannots. Ces échaudés sont fabriqués avec une pâte à pain anisée cuite deux fois, dont la caractéristique est qu’une des cuissons est obtenue par immersion dans l’eau bouillante (l'échaudage).
La légende raconte que c’est à l’occasion d’un séjour de Saint Louis, à Albi, qu’un boulanger dénommé Jeannot aurait eu l’idée d'ajouter de l’anis aux échaudés qu’il offrit au roi.
À la fin du XIXe siècle, de nombreuses fabriques artisanales produisaient des échaudés dans tout le Ségala. À Carmaux, l’un des premiers marchands fut J.-P. Carrivenc. Si aujourd’hui Carcenac et Remezy ont cessé toute activité, la Biscuiterie Carmausine, fondée en 1923, et l’entreprise Deymier (1921) continuent cette fabrication, qui est d’environ 30 tonnes par an.
Les Tarnais les consomment aussi à l’apéritif, après les avoir laissés une nuit dans du gaillac blanc sec avec du sucre.
On peut trouver les échaudés dans la plupart des boulangeries de la région albigeoise et de Carmaux, ainsi que dans les marchés et supermarchés.

## Particularités
L'opération de cuisson à l'eau bouillante fait éclater les grains d’amidon contenus dans le gluten, ce qui rend le gâteau plus digeste. Étant donné qu'ils sont relativement durs, certaines personnes font tremper les échaudés (dans le café par exemple) avant de les consommer.

## Dans la culture populaire
Dans l'acte II de Madame Favart, Jacques Offenbach écrit un couplet sur l'échaudé intitulé « Quand du four on le retire ». La citation de l'échaudé dans cet ouvrage, inspiré des époux Justine et Charles-Simon Favart, vient notamment du fait que le père de Charles-Simon était pâtissier. Le librettiste, après le décès de son père, a lui même occupé l'emploi de pâtissier. 